# 細形銅剣

細形銅剣の分布

細形銅剣（ほそがたどうけん）は、青銅器の一種である。韓国式銅剣（かんこくしきどうけん）ともいう。
朝鮮半島や日本列島、沿海州にかけて出土している有茎式銅剣。紀元前1500年から紀元前後にかけて初期の鉄器時代を代表する遺物の一つである。

## 分布地域
日本では九州北部に多くみられる。日本列島で2006年までに194本が出土しており、都道府県別では福岡県で80本、佐賀県で41本、長崎県で24本、愛媛県で8本、山口県と香川県で7本、岡山県と大分県で6本、高知県で4本、島根県と熊本県で2本、長野県、愛知県、京都府、兵庫県、広島県、徳島県、沖縄県で1本ずつ出土している。原の辻遺跡や吉野ヶ里遺跡、吉武高木遺跡などで多く発見されている。
朝鮮半島では単独の出土数が300本を優に超過する。また、平壌市楽浪区域貞栢洞夫租薉君墓、平壌市楽浪区域石厳里、平安南道大同郡竜岳面上里、黄海南道殷栗郡雲城里、大田広域市槐亭洞、慶尚北道月城郡外東面入室里、慶尚北道慶州市九政洞では細形銅剣と伴出して小銅鐸が発見されている。

## 鋳型の出土地
吉野ヶ里遺跡の北墳丘墓西側の地点では、朝鮮半島で主に使われていた石材に類似した蛇紋岩製と角閃石岩製の細形銅剣の鋳型が発見された。
朝鮮半島では平壌市大同郡栗里面将泉里では銅剣鎔笵が2個出土し、京畿道龍仁郡慕賢面草芙里でも細形銅剣鎔笵が2個発見されている。銅剣鎔笵はともに滑石製である。
細形銅剣の鋳型
- 吉野ヶ里遺跡（2023年出土）
- 平南 大同
- 京畿 龍仁 草芙里

## ギャラリー
細形銅剣
- 平南 平原 新松里 （レプリカ）
- 黄北 黄州 黒橋里（1910年以前出土）
- 平壌 上里（1933年出土）
- 忠南 大田 槐亭洞（1969年以前出土）
- 忠南 牙山 南城里（1978年以前出土）
- 忠南 牙山 南城里（1978年以前出土）
- 全南 咸平 草浦里（1987年出土）
- 細形銅剣 全北 長水 南陽里（1989年以前出土）
- 忠南 唐津 素素里（1990年以前出土）
- 京畿 安城 萬井里（2004年出土）
- 全北 全州 元長洞（2008年出土）
- 京畿 加平 達田里（2009年出土）